# Hidrografia

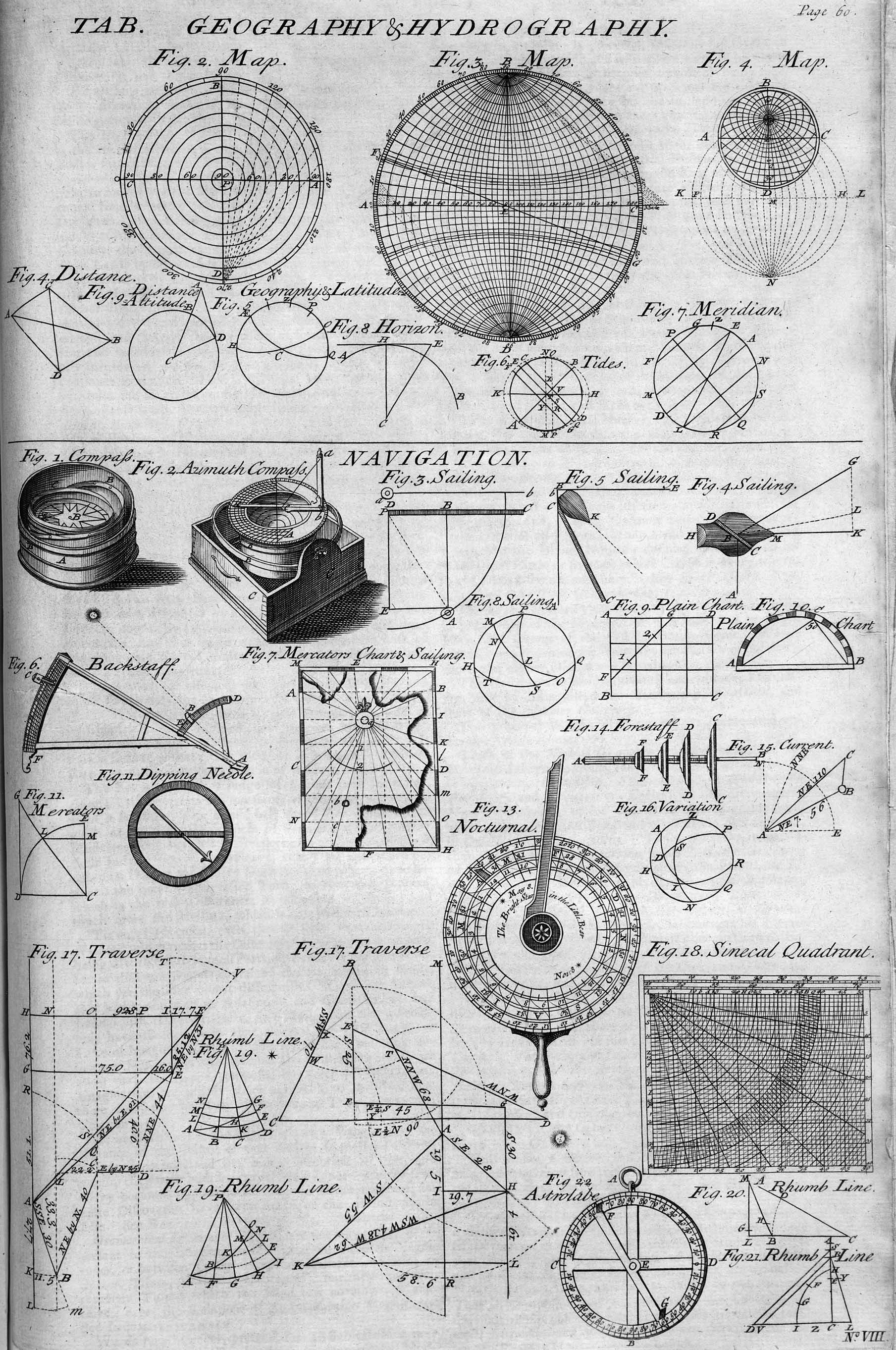
Estampa de geografia, hidrografia e navegação, pertencente à Cyclopaedia, de 1728

Hidrografia é uma parte da geografia física que classifica e estuda as águas do planeta Terra.
O objeto de estudo da hidrografia é a água da Terra, abrange portanto oceanos, mares, geleiras, água do subsolo, lagos, água da atmosfera e rios. A maior parte da água está concentrada em oceanos e mares – 1 380 000 000 km³ –, correspondendo a 97% da reserva hídrica do mundo. As águas continentais possuem um volume total de 38 000 000 km³, valor que representa 2,7% da água do planeta Terra.

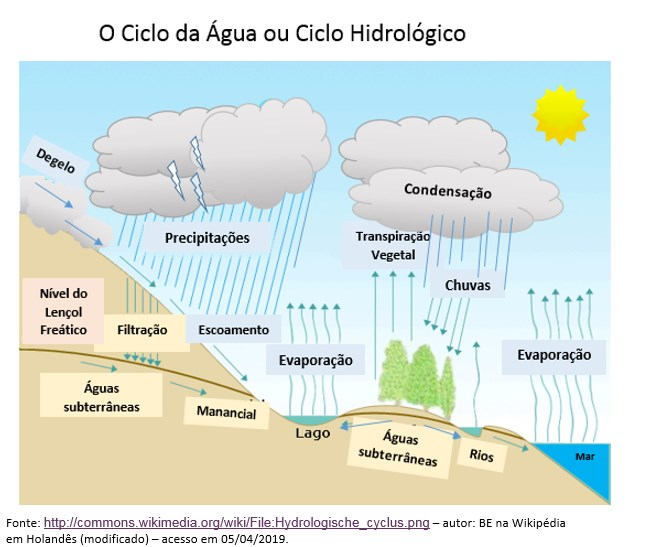
Ciclo Hidrológico

## Ciclo Hidrológico
A água no planeta Terra está em constante movimento, em um ciclo dinâmico que conecta oceanos, continentes e atmosfera. Esse ciclo, conhecido como ciclo hidrológico, é impulsionado pela energia solar e pela gravidade, e envolve diversos processos interligados. 
O ciclo hidrológico é essencial para a manutenção da vida na Terra, regulando o clima, transportando nutrientes, moldando paisagens e renovando os recursos hídricos.

#### Evaporação
A energia solar transforma a água líquida em vapor, que se eleva para a atmosfera.

#### Transpiração
As plantas também liberam vapor de água para a atmosfera através de suas folhas.

#### Condensação
O vapor de água na atmosfera se resfria e se condensa em minúsculas gotículas, formando nuvens.

#### Precipitação
Quando as nuvens se tornam saturadas, a água retorna à superfície terrestre na forma de chuva, neve ou granizo.

#### Infiltração
Parte da água da precipitação penetra no solo, abastecendo os lençóis freáticos.

#### Escoamento superficial
Parte da água da precipitação penetra no solo, abastecendo os lençóis freáticos.

## Maiores bacias hidrográficas
As maiores bacias hidrográficas do mundo são as seguintes, de acordo com nome; localização e área (km²):
- Bacia do rio Amazonas, Peru, Colômbia, Equador, Venezuela, Guiana, Bolívia e Brasil, 7 050 000;
- Bacia do Congo, Congo, 3 690 000;
- Bacia do Mississippi, EUA e Canadá, 3 328 000;
- Bacia do rio da Prata, Brasil, Uruguai, Bolívia, Paraguai e Argentina, 3 140 000;
- Bacia do Obi, Federação Russa, 2 975 000;
- Bacia do Nilo, Uganda, Tanzânia, Ruanda, Quénia, República Democrática do Congo, Burundi, Sudão, Sudão do Sul, Etiópia e Egito, 2 867 000;
- Bacia do rio São Francisco, Brasil, 2 700 000;
- Bacia do Ienissêi, Federação Russa, Mongólia, 2 580 000;
- Bacia do Níger, Nigéria, 2 090 000;
- Bacia de Amur, Federação Russa, 1 855 000;
- Bacia do Rio Amarelo, China, 1 807 199.
- Bacia do Rio Toraxischamun, Chile.

## Elementos das bacias hidrográficas

#### Rio principal
É a "veia principal" da bacia, o rio que recebe as águas de todos os outros.

#### Afluentes
São os "vasos sanguíneos" que alimentam o rio principal, como rios menores e córregos.

#### Nascente
É o ponto mais alto da bacia, onde a água brota da terra, dando origem ao rio.

#### Foz
É o ponto final da bacia, onde o rio principal deságua em um lago, mar ou oceano.

#### Divisor de águas
São as áreas mais elevadas que separam uma bacia hidrográfica da outra, como montanhas e serras.

## Importância das bacias hidrográficas

#### Abastecimento de água
Fornecimento de água para o consumo humano, a agricultura, a indústria e outras atividades.

#### Geração de energia
Diversas bacias possuem usinas hidrelétricas que geram energia a partir da força da água.

#### Navegação
Rios navegáveis são importantes vias de transporte de pessoas e mercadorias.

#### Controle de enchentes
A vegetação e o solo da bacia ajudam a controlar o fluxo da água e prevenir enchentes.

#### Biodiversidade
Abrigam uma grande variedade de ecossistemas e espécies de plantas e animais.

## Desafios

#### Uso excessivo da água
A demanda crescente por água para irrigação, indústria e consumo humano pode levar à escassez.

#### Poluição
O descarte inadequado de esgoto, lixo e produtos químicos contamina os rios e prejudica a vida aquática.

#### Desmatamento
A remoção da vegetação nas margens dos rios aumenta a erosão e o assoreamento, diminuindo a qualidade da água.

#### Mudanças climáticas
As alterações no regime de chuvas podem causar secas ou enchentes, impactando as bacias hidrográficas.

## Maiores oceanos e mares
Os maiores oceanos do mundo são os seguintes - Nome, área (km²) e profundidade máxima (m):
- Oceano Pacífico, 179 700 000, 11 020;
- Oceano Atlântico, 106 100 000, 7758;
- Oceano Índico, 73.556.000 km², 7.455;
- Mar Glacial Ártico, 14 090 000, 5450;
- Mar do Caribe (ou Mar das Caraíbas), 2 754 000, 7680;
- Mar Mediterrâneo, 2 505 000, 5020;
- Mar da Noruega, 1 547 000, 4020;
- Golfo do México, 1 544 000, 4380;
- Baía de Hudson, 1 230 000, 259;
- Mar do Norte, 580 000, 237;
- Mar Negro, 413 000, 2243;
- Mar Báltico, 420 000, 463;
- Mar da China Meridional, 3 447 000, 5560;
- Mar de Okhotsk, 1 580 000, 3372;
- Mar de Bering, 2 270 000, 4191;
- Mar da China Oriental, 752 000 2720;
- Mar Amarelo, 417 000, 105;
- Mar do Japão, 978 000, 4230;
- Golfo de Bengala, 2 172 000, 5258;
- Mar Vermelho, 440 000, 2600.

## Maiores rios
A seguir, os maiores rios do mundo - Nome, localização, extensão (km) e foz:
- Rio Nilo, Egito, 6 852 km, Mar Mediterrâneo, com [8]
- Rio Amazonas, Brasil, 6 400 km, Oceano Atlântico; [9][8]
- Rio Yangtzé, China, 5.800, Mar da China;
- Mississippi-Missouri, EUA, 5.620, Golfo do México;
- Rio Ob, Federação Russa, 5.410, Golfo de Obi;
- Rio Amarelo, China, 4.845, Mar Amarelo;
- Rio Mekong, China, 4.500, Mar da China;
- Rio Amur, Federação Russa, 4.416, Estreito da Tartária;
- Rio Lena, Federação Russa, 4.400, Mar de Laptev/Ártico.

## Maiores lagos
Na sequência, os maiores lagos do mundo - Nome, localização, área (km²) e profundidade máxima (m):
- Mar Cáspio, Oeste da Ásia e Leste da Europa, 371 000, 1.025;
- Lago Superior, EUA/Canadá, 84 131, 906;
- Lago Vitória, Uganda/Tanzânia/Quênia, 68 100, 73;
- Lago Huron, EUA/Canadá, 61 797, 229;
- Lago Michigan, EUA, 58 016, 281;
- Mar de Aral, Cazaquistão/Uzbequistão, 41 000, 68;
- Lago Tanganica, Congo (ex-Zaire)/Zâmbia/Burundi/Tanzânia, 32 893, 1435;
- Grande Urso, Canadá, 31 792, 90;
- Lago Baikal, Federação Russa, 31 500, 1620;
- Lago Niassa (Malawi), Malawi/Moçambique, 30 800, 678.